# Were
Were または wer (ワー) は成人男性を意味する英語の古語で、よく "were and wife" と頭韻を踏んで用いられる。他のこのような古い英語での対語に "groom and girl" がある。wife とは元々全ての女を意味する語であり、bride は本来、結婚した女性を意味している。
World という単語は wer と yld (一生；英語のoldと同源) に由来し、直訳すると「男性の一生」になる。
民間伝承とファンタジー･フィクションでは、were- はしばしば動物に変身する者を示す接頭辞として使われる（例："were-boar"）。この用法は逆成として見る事ができ、werewolf (人狼、文字通りに訳すと男オオカミ) に対応する wifewolf はない。更なる逆成で polywere (複数の動物に化ける者) という語は完全に語源を無視している。
これに関して欧米の獣人サブカルチャーの構成員により were という語が自己識別に使用されているが、近年この用法はその語源（動物の接尾辞ではなく単に「男性」を意味すること）に気づいたために使われなくなり、現在は therian がより共通して使用されている。また、"were-woman"（英語版）という表現も存在するが、女性の人狼を指したり、TSFにおける女性に変身する者を指したりと、複数の意味合いで用いられる表現である。
Were はラテン語からの借用語である virile と virtue と共に「男性」または「英雄」という意味の vir から派生したものである。